# Zawgyi
Zawgyi（ゾージー、ビルマ語: ဇော်ဂျီ）は、ビルマ語のフォントである。ゾージーは、ビルマ語で錬金術師ないし魔法使いを意味する言葉である。2005年に開発され、ビルマ文字を表記するためのデジタルフォントとして広く使用されていたが、Unicode標準とは異なる独自のエンコーディング方式を採用していたため、Unicodeで書かれた文章はZawgyiで、Zawgyiで書かれた文章はUnicodeで読めないという互換性の問題があった。

## 特徴
Unicodeは、ビルマ文字の標準的なエンコーディング方式としてはじめて登場した規格であり、1999年のUnicode 3.0においてはじめて収録された。同規格は原則として、発音に準拠して母音の先に子音を配置するエンコーディング方式を採用しており、たとえば「ကြေး kre:「汚れ」」の母音記号「ေ e」や介子音「ြ r」のように、複雑なレンダリングを必要とする文字が存在する。また、それぞれの構成要素は合字を形成し、グリフの形を変化させる必要があった。Zawgyiが開発された当時、Windowsをはじめとする当時の主要なOSで、こうしたレンダリングを実行するためには一定程度の専門知識が必要であり、Unicodeそのままのかたちでビルマ文字を表記することは困難であった。

Zawgyi（上）とUnicode（下）による「ကြော့ _{krau.「きちんとした」}」のエンコーディング

Unicodeの標準規格とZawgyiのエンコーディング方式の間に、互換性は存在しない。Zawgyiにおいては、Unicodeのような統一されたエンコーディング方式は採用されておらず、一般にビルマ文字を手書きするときと同様に、左から右に、見かけをもとに文字を入力することができる。たとえば母音記号は子音記号の前に入力される場合もあるほか、たとえば「ကို kui 若い男性に対する敬称」と入力する際に、Unicodeが採用する「က + ိ + ု」だけでなく、「က + ု +  ိ」も許容される。また、合字を擬似的に再現するために、一つの文字をあらわすグリフが複数用意されており。たとえば「ြ」を表現するためのグリフは8つ存在する。
2009年のUnicode 5.2において、ビルマ文字領域に収録される文字は大幅に拡充されたが、Zawgyiにおいては多くの領域がひとつのビルマ文字の複数字形に占有されており、結果として国内の少数民族言語を表記することができなくなっている。たとえば、シャン族が用いるシャン文字の数字は、Zawgyiでは表記不可能である。

## 歴史

### 登場

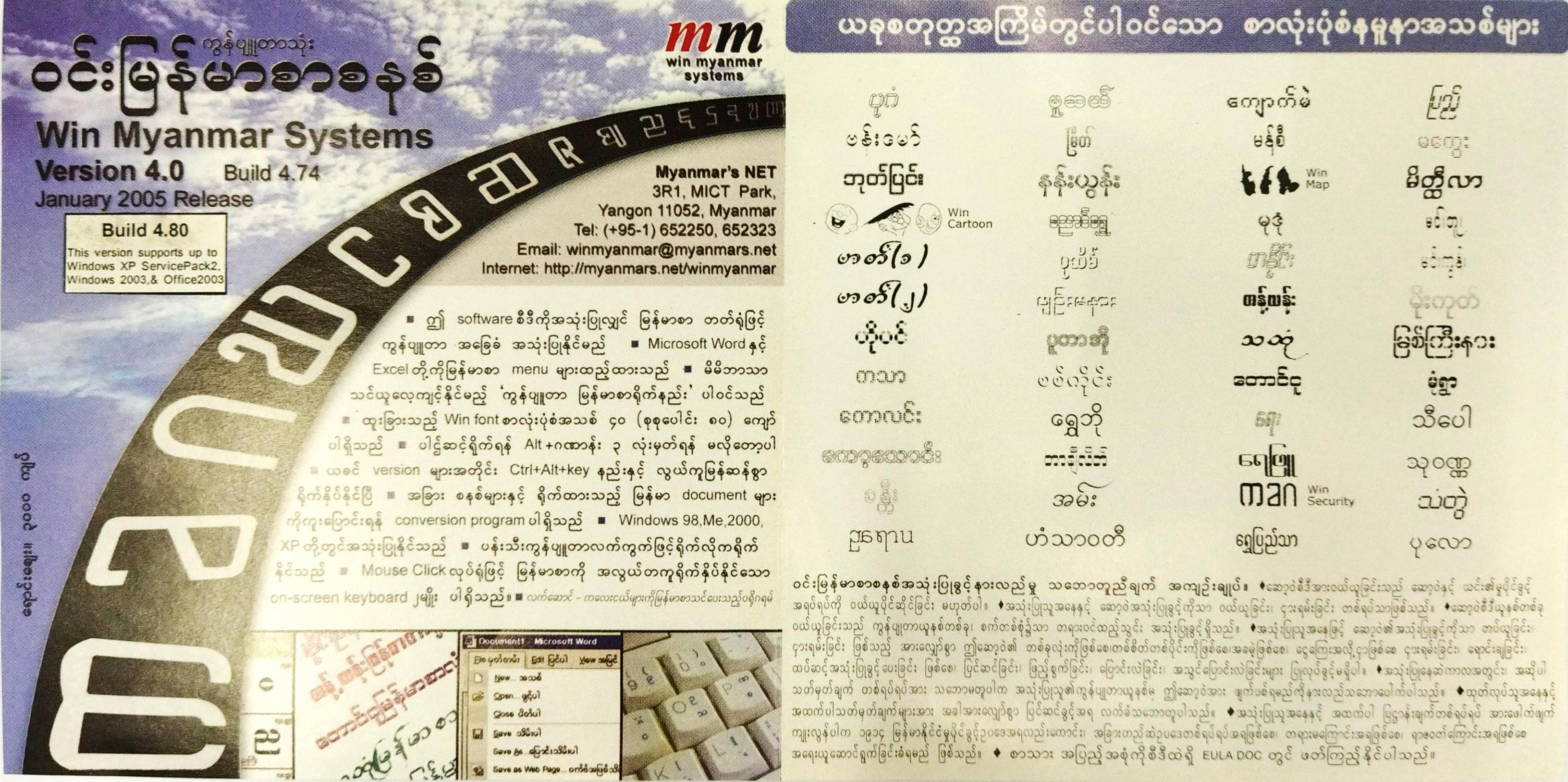
初期の非Unicodeビルマ語フォント（Win Myanmar Fonts）のパッケージ

1980年代に開発されたAvalaserをはじめとする、最初期のビルマ文字デジタルフォントは、ASCII文字といった、別の記号にビルマ文字を割り当てていた。1999年にはビルマ文字がUnicodeに採録されたものの、2004年8月25日にWindows XP Service Pack 2がリリースされるまで、一般的なコンピューター環境はUnicode方式のレンダリングに対応しておらず、2005年にミャンマーUnicode・自然言語処理研究センターがMyanmar1を開発するまで、Unicode対応の本格的フォントは存在しなかった。このフォントをコンピュータ環境に導入するには、一定程度の専門知識が必要であったほか、経済制裁のため、当時のマイクロソフトはビルマ語によるサポートを提供していなかった。
Zawgyiの原型となったフォントであるMyazediは、2002年ごろ、コー・グウェトゥン（Ko Ngwe Tun）によって開発された。Zawgyiの仕様のほとんどはMyazediに由来するものであり、グウェトゥンはその後のインタビューにおいて、これらのエンコーディング方式は「当座の解決策（temporary solution）」であり、マイクロソフトといった企業が標準的な様式を確立するまでのつなぎにすぎないものであったと語っている。しかし、このフォントは私的利用ライセンスが100ドル、商用ライセンスが1000ドルと非常に高価であり、ほとんど普及しなかった。一般のウェブページにおいて、ビルマ文字は画像として表示されることがもっぱらであった。これらのフォントの使用はおおむね業務目的に限られ、たとえば当時のオンラインチャットなどでは一般にローマ字表記のビルマ語（Myanglish、Banglish）が用いられていた。
Zawgyiは2005年11月、「Zawgyi-One-20051130.ttf」としてはじめて公開された。公式サイトによれば、Zawgyiを開発した「ゾージーグループ（ビルマ語: ဇော်ဂျီအဖွဲ့）」は、「ミャンマーのIT分野の専門家5人（ビルマ語: မြန်မာနိုင်ငံ၏ အိုင်တီနယ်ပယ်မှ ပညာရှင် ၅ဦး）」から構成されているという。Zawgyiはニュースポータルサイトのplanet.com.mmに採用された。当時はウェブサイトにフォントを埋め込むことができなかったため、同サイトにはフォントをダウンロードするためのリンクが用意されていた。ZawgyiのシステムはほとんどMyazediそのものであり、最初期のバージョンにはグウェトゥンの著作権表記がそのまま残されていた。

### 普及

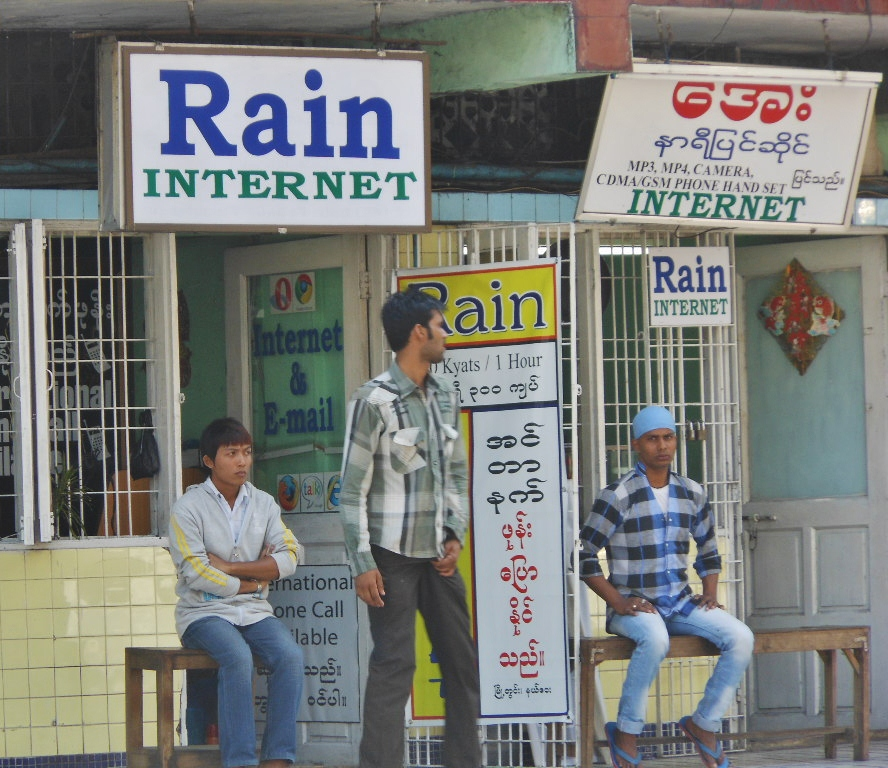
ヤンゴン市内のインターネットカフェ（2013年）

Zawgyiフォントがあらわれた2000年代後半は、国内の都市部にインターネットカフェがあらわれ、コンピューターの利用が一般的になりつつあった時代でもあった。planet.com.mmといった有力なサイトがこのフォントを提供していたこと、Google Blogspotでのブログの作成が流行し、ニーリンサッ（Nyi Linn Sat）といった初期のブロガーがこのフォントを用いたことなどにより、Zawgyiは普及していった。2007年にサフラン革命やサイクロンナルギスの襲来といった事件が発生し、ミャンマー国民によるインターネットを介した情報発信の必要性が高まったことも、こうした傾向に拍車をかけた。グウェトゥンはZawgyiは自社製品の海賊版であるとして、法的措置をおこなおうとしたものの、Zawgyiが修正されたことなどにより、これは撤回された。
2010年ごろより、ミャンマーにおいてはFacebookが流行したが、このときにはZawgyiによるエンコーディングが一般的になっていた。ZawgyiはArialフォントを置換したり、アンインストールオプションのないInternet Explorerのアドオンとして導入されることもあり、一般ユーザーにとって、このフォントは、導入は簡単であるが移行は困難なエンコーディング方式となっていった。
2014年ごろより、ミャンマーにおいてはスマートフォンが普及しはじめる。このことにより国内のインターネットユーザーは大幅に増加した。Android OSはすでにビルマ文字のレンダリングに対応していたが、国内のインターネットにおいてはすでにZawgyiが一般的になっており、両者に互換性がないことから、多くのショップはサービスの一環として、顧客のスマートフォンにZawgyiをインストールした。その後、SamsungやHuaweiといった、ミャンマーで大きなシェアを占めるスマートフォン企業は、Zawgyiに標準対応しはじめた。
ZawgyiとUnicodeの互換性の低さから、ミャンマー国内ではあまり外部のウェブサービスが普及しなかった。たとえば、検索サービスとしてGoogleはあまり好まれず、Facebookが代わりに利用された。なお、ビルマ語版ウィキペディアはUnicodeに準拠する表記法を採用していたため、ミャンマー国内のインターネットユーザーの多くはこれを読むことができなかった。また、FacebookのシステムはZawgyiで書かれたテキストを認識することができず、このことはヘイトスピーチをはじめとする悪質なコンテンツを検出するうえで問題となった。

### 移行に向けた取り組み
『フロンティア・ミャンマー』誌の記事によれば、2019年時点で、国内ユーザーの約90%がZawgyiを採用していた。Facebook社のニック・ラグロー（Nick LaGrow）とミリ・プルザン（Miri Pruzan）は、同年9月26日の記事で「ミャンマーは現在、インターネットが活発に利用されているにもかかわらず、Unicodeを標準化していない唯一の国である」と述べている。ミャンマー政府はZawgyiからUnicodeへの移行を実行すべく、同年4月には政府機関で利用されるフォーマットをすべてUnicode準拠のものに変更した。政府は10月1日を「Uデー」に指定し、9月に国内メディアやプロバイダなどに、この日までにUnicodeに対応するよう指示をおこなった。これを受け、Ooredoo・MPT・Telenorといった国内の主要事業者は、Unicodeのみへの対応を発表した。また、FacebookはZawgyiとUnicodeを識別し、環境に応じてどちらかの方式に変換するシステムを導入した。